# パインローン駅
パインローン駅（英: Pinelawn Station）とは、ロングアイランド鉄道の本線（ロンコンコマ支線）にある小さな駅である。ニューヨーク州メルヴィルの南部にあるサフォーク郡道3号線（ウェルウッド・アベニュー）との踏切の東側、ロングアイランド・アベニューに位置する。

## 歴史
パインローン駅は当初2つの異なる駅舎を有しており、どちらも歴史を持っていた。どちらもパインローン墓地、ウェルウッド墓地および付近にあるその他の墓地に便宜を与えるために設置された。最初の駅はフラグ・ストップ (flag stop) としてメルヴィル（英: Melville）という名前で1895年にウェルウッド・アベニューの南東の角に開業した。この名前は1897年まで続いた。その時からそれはパインローン（メルヴィル）英: Pinelawn (Melville)と名付けられ、1899年に最終的にパインローンとなった。
2つ目の駅は1915年に建設され、1925年にウェルウッド・アベニューの南東側に移動された。それは1979年6月に再度改築されたが、シェルターとしてだけであった。ロングアイランド鉄道の本線のロンコンコマ駅までの電化の一環としてほとんど廃止されていたにもかかわらず、ワイヤンダンチ駅、ブレントウッド駅と同様に、この駅はオーウェン・ジョンソン上院議員（Senator Owen Johnson、R-ウェスト・バビロン）とパトリック・ハルピン州議会下院議員（Assemblyman Patrick Halpin、D-リンデンハースト）による超党派の取り組みの一部として存続され、1986年に高床式ホームが設置された。

## 駅構造
| 1 | ■ロンコンコマ支線 | ニューヨーク方面 （ファーミングデール） |  |
| 1 | ■ロンコンコマ支線 | ロンコンコマ方面 （ワイヤンダンチ）     |  |

この駅は有効長2両の単式ホーム1面を線路の南側、駅舎の東側に有し、到着する列車の西端の2両の乗客だけがホームを利用できる。本線はこの場所では1線である。

## パインローン墓地駅
掘っ立て小屋ほどの大きさの駅 (shack-sized station) が存在するにもかかわらず、より精巧な駅 (much more elaborate station) が1904年8月30日にウェルウッド・アベニューの向こう側に建設された。この駅は高い時計台、墓地の事務所、礼拝堂、装飾的な切符売り場をメインロビーに有していたが、一度も一般の人々によって使用されることがなかったと広く信じられている。パインローン墓地駅は墓地の中にある会社のために営業し続けたが、1928年4月に焼失した。前述のとおりロングアイランド鉄道が電化を始めていた時、駅の壁は1960年当時も立っており、駅へのアーチ型の入り口は1985年までそのまま残っていた。

## 外部リンク

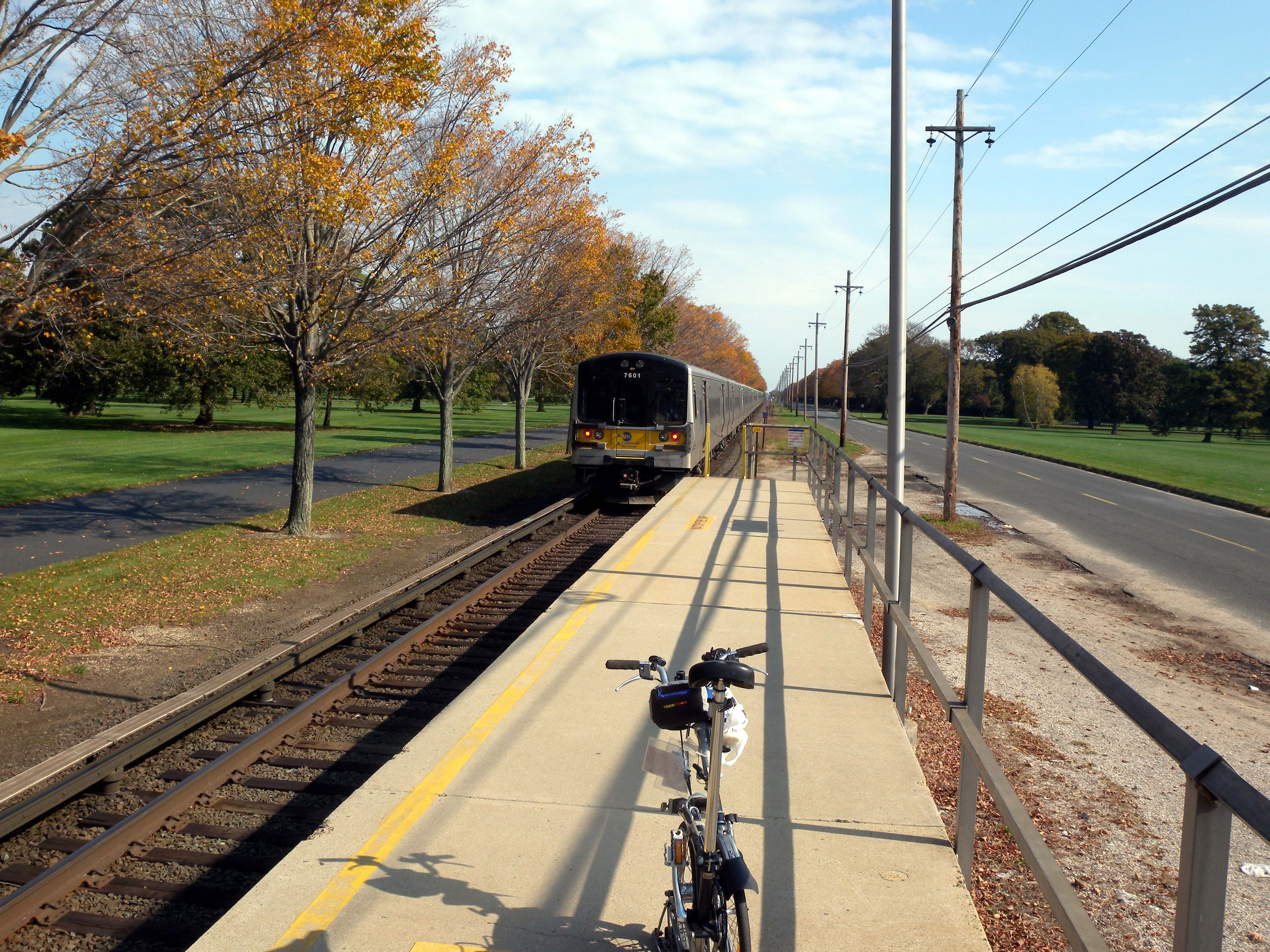
プラットホーム